# جون برغر
جون برغر (بالإنجليزية: John Burger)‏ هو محامي وسياسي أمريكي، ولد في 10 أبريل 1916، وتوفي في 11 يناير 2005. حزبياً، نشط في الحزب الجمهوري. وقد انتخب عضو مجلس نواب مينيسوتا.